# Sancha (sockenhuvudort i Kina, Hunan Sheng, lat 29,06, long 110,56)
Sancha (kinesiska: 三岔, 三岔乡) är en sockenhuvudort i Kina. Den ligger i provinsen Hunan, i den södra delen av landet, omkring 250 kilometer väster om provinshuvudstaden Changsha. Antalet invånare är 4 379. Befolkningen består av 2 127 kvinnor och 2 252 män. Barn under 15 år utgör 16,0 %, vuxna 15-64 år 71 %, och äldre över 65 år 12,0 %.
Runt Sancha är det ganska tätbefolkat, med 199 invånare per kvadratkilometer. Närmaste större samhälle är Zhangjiajie, 11,2 km nordväst om Sancha. I omgivningarna runt Sancha växer i huvudsak blandskog.
Genomsnittlig årsnederbörd är 1 766 millimeter. Den regnigaste månaden är maj, med i genomsnitt 286 mm nederbörd, och den torraste är december, med 22 mm nederbörd.